# Sylvilagus dicei
Sylvilagus dicei är en däggdjursart som beskrevs av Harris 1932. Sylvilagus dicei ingår i släktet bomullssvanskaniner, och familjen harar och kaniner. IUCN kategoriserar arten globalt som otillräckligt studerad. Inga underarter finns listade i Catalogue of Life.
Arten blir 34,4 till 44,8 cm lång (huvud och bål) och har en upp till 3,4 cm lång svans. Bakfötterna är 8,5 till 10,3 cm långa och öronen är 4,5 till 5,7 cm stora. Djuret har nästan samma utseende som skogskaninen (Sylvilagus brasiliensis). Sylvilagus dicei är lite större och har en mörkare rygg (svartaktig).
Denna bomullssvanskanin förekommer bara i Costa Rica och Panama. Den vistas i bergstrakter mellan 1200 och 3800 meter över havet. Habitatet utgörs av grässtäppen Páramo, av buskskogar och av molnskogar som domineras av ek.